# Адров
Адров (блр. Адроў; рус. Адров) река је која протиче преко југоисточног дела Витепске области у Републици Белорусији, и десна је притока реке Дњепар (део басена Црног мора).
Протиче преко територија Оршанског, Сјанонског и Талачинског рејона Витепске области. У неким старијим изворима позната је под именом Одровка.

## Карактеристике
Извориште реке Адров данас се налази на дну мелиоративног канала у атару села Дубница у Оршанском рејону, док је ушће у Дњепар у јужним предграђима града Орше. Тече преко подручја Оршанског побрђа.
Укупна дужина водотока је 75 km, а површина сливног подручја је 676 km². Просечан проток у зони ушћа је око 4,4 m³/s. Просечан пад је 0,9 м/км тока.
Наплавна приобална равница се простире дуж обе обале ширином од 100 до 300 km. Корито је каналисано у дужини од 12,5 km у горњем делу тока. Просечна ширина реке креће се између 15 и 20 метара. Обале су знатно ниже и пространије у горњем делу тока, за разлику од доњег и средњег дела где су обале доста стрмије и издигнутије. Просечне висине обала су од 5 до 7 метара (максимално до 20 метара).
Најважније притоке су Каменица, Дерновка, Сокољанка и Барањ (све као десне притоке).
На реци се налазе две мање уставе иза којих су формирана два мелиоративна водосабирна језера. У доњем делу тока реке Адров налази се град Барањ.